# Sport Lisboa e Benfica B
Lo Sport Lisboa e Benfica B, meglio noto come Benfica B, è la seconda squadra del Benfica, società calcistica portoghese con sede nella capitale Lisbona. Fondato nel 1999, milita in Segunda Liga, la seconda divisione del campionato portoghese di calcio.

## Storia

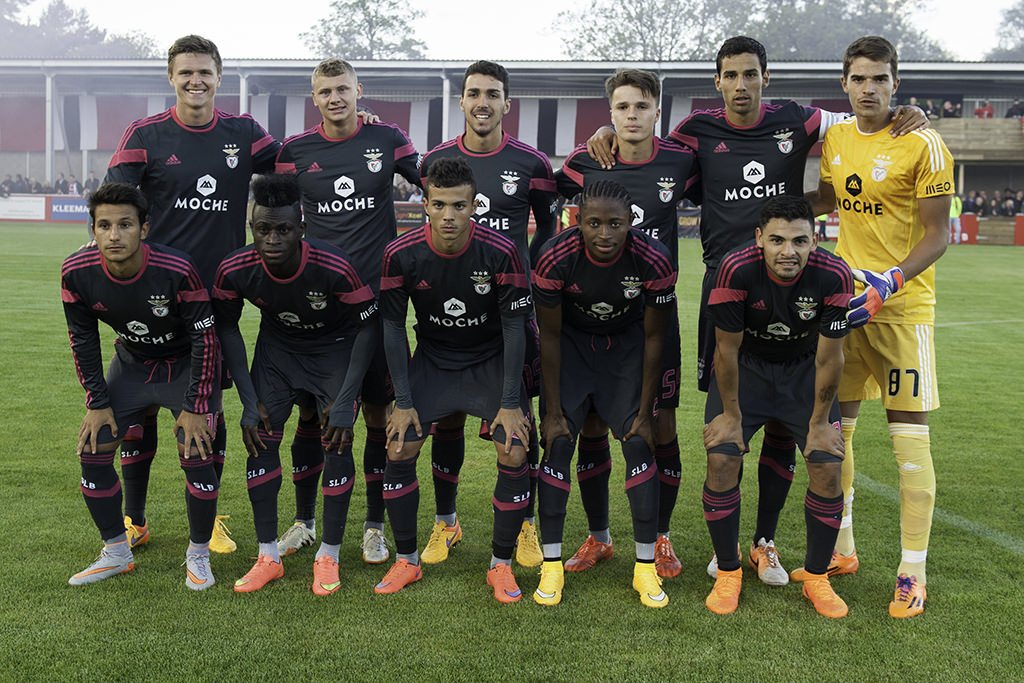
Una formazione del Benfica B andata in campo in un'amichevole contro lo United of Manchester il 29 maggio 2015.

La squadra riserve del Benfica venne istituita nel 1999 e iscritta nella Segunda Divisão B, terzo livello del campionato portoghese. Dopo tre stagioni la squadra venne retrocessa in Terceira Divisão, dove rimase due sole stagioni, al termine delle quali nel 2005 ottenne la promozione in Segunda Divisão. Al termine della stagione 2005-2006 la società decise di sciogliere la squadra riserve. Una squadra riserve del Benfica venne iscritta nel 2008 alla Liga Intercalar, un torneo dedicato alle sole squadre riserve e attivo tra il 2007 e il 2011.
Nel corso della stagione 2011-2012 sette società di Primeira Liga, tra le quali il Benfica, mostrarono interesse a iscrivere una loro squadra riserve in Segunda Liga per colmare eventuali vacanze di organico per la stagione seguente. Sei di queste società, incluso il Benfica, vennero selezionate per partecipare alla stagione 2012-2013 di Segunda Liga, allargata a 22 squadre. La LPFP, organizzatrice del torneo, stabilì che queste società dovessero pagare 50000 euro per l'iscrizione; inoltre, in qualità di squadra riserve, non possono essere promosse nello stesso livello della prima squadra né partecipare alla coppa nazionale.
Dal 2012 il Benfica B è stabilmente in Segunda Liga e ha raggiunto il miglior piazzamento nelle stagioni 2016-2017, 2018-2019 e 2024-2025, conquistando il quarto posto finale.

## Allenatori
- 1999-2000  Alan Murray (1ª-9ª)
 José Morais (10ª-38ª)
- 2000-2001  José Morais
- 2001-2002  António Veloso
- 2002-2004  Carlos Gomes
- 2004-2006  João Santos
- 2012-2013  Luís Norton de Matos
- 2013-2018  Hélder Cristóvão
- 2018-2019  Bruno Lage (1ª-15ª)
 Nélson Veríssimo (16ª-18ª)
 Renato Paiva (19ª-34ª)
- 2019-2020  Renato Paiva
- 2020-2021  Renato Paiva (1ª-18ª)
 Nélson Veríssimo (19ª-34ª)
- 2021-2022  Nélson Veríssimo
- 2022-2023  Luís Castro
- 2023-  Nélson Veríssimo

## Palmarès

### Competizioni nazionali
- Terceira Divisão: 1

2004-2005

## Statistiche e record

### Partecipazione ai campionati
| Livello | Categoria         | Partecipazioni | Debutto   | Ultima stagione | Totale |
| ------- | ----------------- | -------------- | --------- | --------------- | ------ |
| 2º      | Segunda Liga      | 10             | 2012-2013 | 2025-2026       | 14     |
| 3º      | Segunda Divisão   | 1              | 2005-2006 | 2005-2006       | 4      |
| 3º      | Segunda Divisão B | 3              | 1999-2000 | 2001-2002       | 4      |
| 4º      | Terceira Divisão  | 3              | 2002–2003 | 2004-2005       | 3      |

## Organico

### Rosa 2022-2023
Aggiornata al 17 maggio 2023.
| N. |                       | Ruolo | Calciatore          |
| -- | --------------------- | ----- | ------------------- |
| 21 | Norvegia (bandiera)   | A     | Andreas Schjelderup |
| 24 | Portogallo (bandiera) | P     | Samuel Soares       |
| 42 | Capo Verde (bandiera) | A     | Benchimol           |
| 43 | Brasile (bandiera)    | D     | Tiago Cóser         |
| 44 | Albania (bandiera)    | D     | Adrian Bajrami      |
| 45 | Giappone (bandiera)   | P     | Leo Kokubo          |
| 46 | Portogallo (bandiera) | C     | Gerson Sousa        |
| 47 | Slovenia (bandiera)   | D     | Amir Feratovič      |
| 51 | Portogallo (bandiera) | A     | João Resende        |
| 52 | Portogallo (bandiera) | C     | Henrique Pereira    |
| 53 | Portogallo (bandiera) | D     | Ricardo Teixeira    |
| 54 | Portogallo (bandiera) | C     | Diogo Capitão       |
| 57 | Portogallo (bandiera) | C     | Precatado           |
| 58 | Angola (bandiera)     | C     | Maestro             |
| 62 | Francia (bandiera)    | D     | Lenny Lacroix       |
| 65 | Portogallo (bandiera) | D     | Rafael Rodrigues    |

| N. |                       | Ruolo | Calciatore       |
| -- | --------------------- | ----- | ---------------- |
| 70 | Portogallo (bandiera) | D     | Filipe Cruz      |
| 71 | Portogallo (bandiera) | D     | João Tomé        |
| 73 | Italia (bandiera)     | C     | Cher Ndour       |
| 74 | Slovenia (bandiera)   | C     | Žan Jevšenak     |
| 75 | Portogallo (bandiera) | P     | André Gomes      |
| 76 | Portogallo (bandiera) | C     | Martim Neto      |
| 78 | Portogallo (bandiera) | D     | Kiko             |
| 79 | Portogallo (bandiera) | C     | Diogo Nascimento |
| 80 | Portogallo (bandiera) | C     | Pedro Santos     |
| 81 | Portogallo (bandiera) | D     | Tomás Azevedo    |
| 89 | Brasile (bandiera)    | C     | João Neto        |
| 90 | Portogallo (bandiera) | A     | Luís Semedo      |
| 92 | Brasile (bandiera)    | P     | Pedro Souza      |
| 96 | Portogallo (bandiera) | C     | Diego Moreira    |
| 97 | Portogallo (bandiera) | P     | Ricardo Nóbrega  |